# XL-388
XL-388是一种药物，可用作哺乳动物雷帕霉素靶蛋白（mTOR）mTORC1和mTORC2两种亚型机制性靶标的潜在选择性抑制剂。它目前处于各类癌症治疗的研究中，并且mTOR抑制剂还被证明可用于神经性疼痛的治疗。